# Elaphoglossum wettsteinii
Elaphoglossum wettsteinii är en träjonväxtart som beskrevs av Christ. Elaphoglossum wettsteinii ingår i släktet Elaphoglossum och familjen Dryopteridaceae. Inga underarter finns listade.